# All of My Heart
All of My Heart is een nummer van de Britse new waveband ABC uit 1982. Het is de vierde en laatste single van hun debuutalbum The Lexicon of Love.
De single, welke gaat over een verloren liefde, werd een hit op de Britse eilanden, in Canada, Oceanië, Finland en het Nederlandse taalgebied. In thuisland het Verenigd Koninkrijk bereikte de single de 5e positie van de UK Singles Chart. In Nederland was de plaat op vrijdag 3 september 1982 Veronica Alarmschijf op Hilversum 3 en werd een radiohit. De plaat bereikte de 19e positie in zowel de Nederlandse Top 40 als de TROS Top 50. In de Nationale Hitparade werd de 20e positie bereikt. In de Europese hitlijst op Hilversum 3, de TROS Europarade, werd vreemd genoeg geen notering behaald.
In België bereikte de single de 10e positie in zowel de Vlaamse Ultratop 50 als de Vlaamse Radio 2 Top 30.

## NPO Radio 2 Top 2000
| Nummer met noteringen in de NPO Radio 2 Top 2000 | '99 | '00 | '01 | '02 | '03 | '04  | '05  | '06  | '07  | '08  | '09  | '10  | '11  | '12  | '13  | '14  | '15  | '16  | '17  |
| ------------------------------------------------ | --- | --- | --- | --- | --- | ---- | ---- | ---- | ---- | ---- | ---- | ---- | ---- | ---- | ---- | ---- | ---- | ---- | ---- |
| All of My Heart                                  | 955 | 793 | 597 | 803 | 840 | 1070 | 1167 | 1319 | 1017 | 1056 | 1505 | 1390 | 1664 | 1671 | 1834 | 1488 | 1700 | 1778 | 1709 |

1. ↑  Een vetgedrukt getal geeft de hoogste notering aan.
2. ↑  Deze tabel is bijgewerkt tot en met de laatste editie (2024).